# 板倉鼎
板倉 鼎（いたくら かなえ、 1901年3月26日 - 1929年9月29日）は、日本の洋画家。独特な画風のために将来を嘱望されながらパリで夭折した。

## 経歴
1901年（明治34年）3月26日、埼玉県北葛飾郡旭村（現・吉川市）で内科医・板倉𤘖太郎（ていたろう）の長男として誕生。のちに千葉県東葛飾郡松戸町（現・松戸市）に転居。1907年（明治40年）松戸尋常高等小学校入学。千葉県立千葉中学校在学中に洋画家の堀江正章に学び、1年の浪人を経て1919年（大正8年）、東京美術学校西洋画科に入学、岡田三郎助、田辺至らの指導を受ける。1921年（大正10年）、第3回帝国美術院美術展覧会（帝展）に「静物」が初入選。1922年（大正11年）、写生に赴いた南房総の保田町で、同棲中であった物理学者で歌人の石原純と歌人の原阿佐緒と知り合う。同年「木影」が第4回帝展入選。1924年（大正13年）東京美術学校を卒業。東京日日新聞社展に出品。第２回春陽会展に「編物をする少女」が入選。1925年（大正14年）、与謝野鉄幹・晶子夫妻の媒酌で、ロシア文学者・昇曙夢の長女、須美子と結婚。須美子は結婚直前まで、文化学院で山田耕筰に音楽を学んでいた。
1926年（大正15年）2月、須美子を伴い横浜港からハワイ経由で画業修行のためパリに赴く。寄港地のハワイでは現地の風物を描き、日本人会の支援で個展を開催した。渡航先のパリでは画塾アカデミー・ランソンでロジェ・ビシエール（1888年～1964年）に師事。本来の正統的な写実から、モダンで華やかな構成的画風へとスタイルを大きく変えるようになり、サロン・ドートンヌ、サロン・ナシオナルなどに相次いで入選。1928年（昭和3年）には「赤衣の女」、翌1929年（昭和4年）には「画家の像」がいずれもパリから作品を送って第9回・第10回帝展入選。アンデパンダン展やパリ日本人画家協会展にも出品し、将来を嘱望される。だが帰国目前の1929年9月、歯槽膿漏の治療中に敗血症に罹患し入院、9月29日急逝、享年28。同じ年に次女・二三（ふみ）を生後1カ月で亡くしており、須美子と共に帰国した長女・一（かず、1927年生）も1930年（昭和5年）に松戸の板倉家で病死した。
ハワイで初めて絵を始めた妻の須美子も、在巴里日本人美術家展などに作品を出品、藤田嗣治らから高く評価され、1928年と1929年のサロン・ドートンヌに連続入選するなど頭角を現す。帰国後に長女を亡くした後は鎌倉稲村ヶ崎の実家に戻り、失意の日々を送るが、再起を期し有島生馬に絵画指導を受ける。だが1934年（昭和9年）5月に肺結核で死去、享年25。
2021年（令和3年）7月、鼎と須美子の油絵、水彩画、素描など575点（うち284点が松戸市教育委員会に、248点が千葉県立美術館に、33点が千葉市美術館に、10点が大川美術館に）それぞれ寄贈された。これらは2020年（令和2年）に111歳で死去した鼎の実妹・板倉弘子が保管し、寄贈は弘子の遺志による。

## 展覧会・後援会
近年、板倉鼎・須美子の生涯と作品を顕彰する遺作展が開催されている。
- よみがえる画家－板倉鼎・須美子展（2015年）[4]。
- よみがえる画家－板倉鼎・須美子展（2017年）[5]。
- フジタとイタクラ　エコール・ド・パリの画家、藤田嗣治と板倉鼎・須美子（2019年）[6]。
- 板倉鼎・須美子の画業を伝える会[7]。

## 板倉須美子
板倉須美子（いたくらすみこ、1908年6月28日 - 1934年5月10日）は日本の画家。出生名昇須美子。1925年鼎と結婚。その後鼎と共にパリに留学。鼎とともにエコール・ド・パリの一員として活動する。鼎の死後帰国。鎌倉町稲村ヶ崎の自宅で結核により死去。